# Kürnberg (Linz)
Der Kürnberg bei Linz ist ein seit Jahrtausenden von Menschen besiedeltes Gebiet. Da er sich über den einstmals sumpfigen Niederungen des Donautales erhob, bot er sich als ideale Siedlungsstätte an. Auf ihm finden sich zahlreiche Wehranlagen, Kultplätze, Friedhöfe und Siedlungen aus verschiedensten kulturgeschichtlichen Epochen. Der Kürnberger Wald mit dem 526 m hohen Kürnberg ist heute ein forstwirtschaftlich genutztes Naherholungsgebiet an der Donau im Westen von Linz. Er befindet sich in den Gemeinden Wilhering und Leonding und ist Teil des österreichischen Granit- und Gneishochlands.

## Geologie
Der Kürnberg gehört geologisch zur böhmischen Masse und wird oberflächlich durch die Donau von dieser getrennt.
Ebenfalls zum Kürnbergmassiv gehören der Schlossberg, der Römerberg, der Froschberg, der Freinberg, das Zaubertal sowie die Zaubertalerfalte, die sich jeweils in westnordwestlicher Ausrichtung, in den Verwaltungsbezirken Linz bzw. Linz Land befindend, unmittelbar vor dem eigentlichen Kürnberg aufbauen.
Weiterhin zählen die westlichen Ausläufer jener nördlich von der Donau begrenzten Granit- und Gneisvorkommen zur Masse des Kürnberges, welche sich – als uncharakteristisch abrupte Landschaftsfalten von Wilhering – Mühlbach bis Kirchberg-Thening – von der gemäßigt anmutenden, horizontalen, durch großräumige Molassevorkommen und von Traunterrassen definierten Weite der Welser Heide abheben.
Somit wird der geologische Kürnberg östlich unmittelbar von der Stadt Linz, nördlich von der Donau, westlich von Mühlbach bzw. Kirchberg-Thening sowie südlich von Leonding und Pasching begrenzt. Der Kürnberg besteht zum Großteil aus Perlgneis, im westlichen Teil finden sich Sandsteinvorkommen, vereinzelt Quarzkonglomeratblöcke.

## Geschichte

### Ur- und frühgeschichtliche Bodendenkmale am Kürnberg

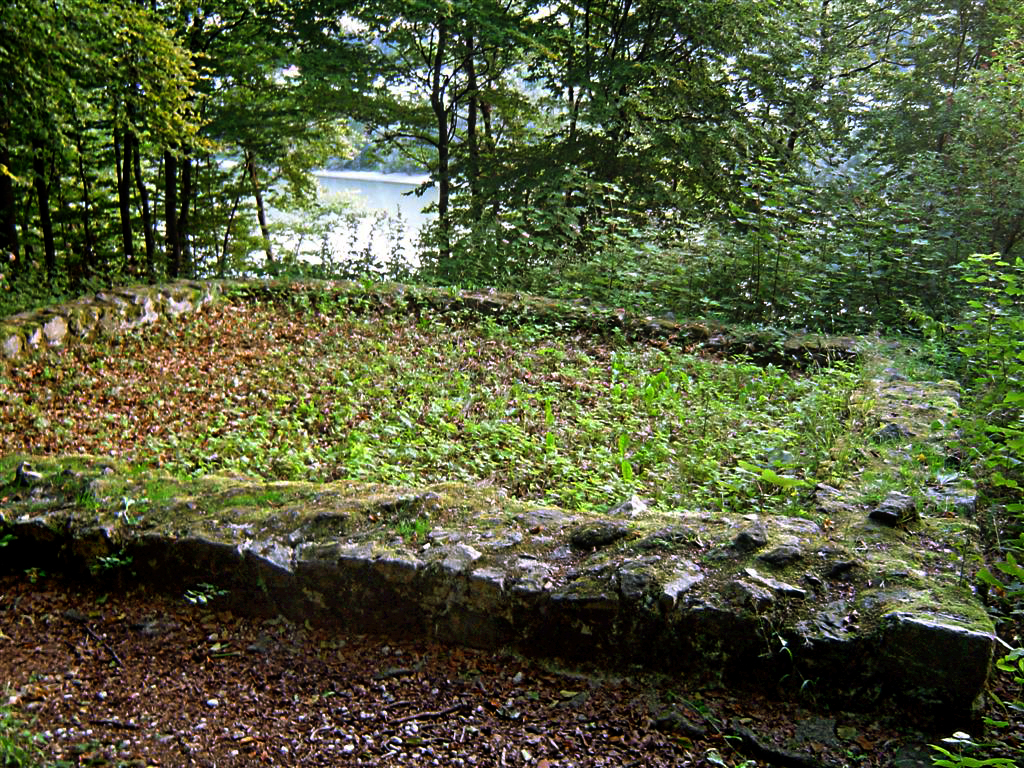
Ruinen eines römischen Wachturmes aus dem 2. Jahrhundert

Die Gegend um den Kürnberger Wald war bereits in vorchristlicher Zeit besiedelt. Funde können bis in die Jungsteinzeit und ein Hügelgräberfeld am Südwesthang in die späte Bronzezeit (Urnenfelderzeit) zurückdatiert werden. Aus der Hallstattzeit liegen keine Funde vor, das meiste Fundmaterial stammt aus der Bronzezeit. Die angeblich La-Tène-zeitliche Keramik ist verschollen, eine Datierung also nicht möglich. Eine Zuordnung des Doppelringwalles in eine dieser Epochen ist nach jetzigem Wissensstand nicht sicher möglich. Für die Annahme eines „keltischen Oppidums“ liegen bislang jedenfalls keine Hinweise vor. Hingegen bestätigen einige Relikte aus der jüngeren Eisenzeit die Anwesenheit der Kelten auf dem Kürnberg. Aus der Römerzeit sind zahlreiche Bauten und Funde am Kürnberg bestätigt (Wachturm, Ziegelei, Villa Rustica). Mit dem Einzug der Bajuvaren finden sich bajuwarische Körpergräber bei Edramsberg und Schönering. Vermutlich ist zur Zeit der Awarenkriege und der Ungarneinfälle die alte Wallburg am Kürnberg im 10. Jahrhundert ausgebaut und wieder benutzt worden. Im Hochmittelalter entstanden am Kürnberg mehrere Burgen (Burg Wilhering, Burg Kürnberg, Burg Mühlbach). Etliche Anlagen auf dem Kürnberg wurden bei der Liechtensteiner Fehde zerstört. In der Neuzeit ist der Kürnberg allenfalls als Fliehburg benutzt worden, neue Befestigungsanlagen sind aber nicht mehr gebaut worden.
Der Name des Berges ist 1154 als „Querinberch“, 1237 als „Querenberch“ und 1349 als „Chürnberch“ verzeichnet. Er geht auf althochdeutsch quirn zurück, was Mühle bedeutet. Der Berg ist reich an fließenden Gewässern, die für Mühlen genutzt wurden, z. Bsp. der Mühlbach, der den Berg südlich/südwestlich umfließt.
Als archäologische Denkmäler am Kürnberg können die folgenden als gesichert angenommen werden:
- Burg: am Gipfel des Kürnbergs liegende ur- bzw. frühgeschichtliche Wallburg mit doppeltem Ringwall und drei Zugängen.
- Gugerl (Kleine Burg): Doppelringwall aus der Mittelbronzezeit, Ortsteil Donauleiten der Gemeinde Wilhering, vermutlich identisch mit der in Urkunden des Stiftes Wilhering im 12./13. Jh. mehrfach genannten „Burchecke“.
- Römischer Wachtturm am Hirschleitengraben: vermutlich zu Beginn des 3. Jahrhunderts angelegter Steinturm in der Donauleiten bei der Mündung des Hirschgrabens in die Donau (Wäscheneck).
- G’schloß: Wallburg; befestigte Siedlung aus Bronzezeit und Holzburg aus dem frühen Hochmittelalter mit Palisadenmauer in der Donauleiten, Mündung Hainzenbach in die Donau.
- Pingenfeld „In den Grüben“: 60 ur- und frühgeschichtliche Pingen (Schürf- bzw. Entnahmegruben), 0,5 km südöstlich des Gipfels, Gemeinde Wilhering.
- Burgstall Aichberg („Römischer Spitzgraben“): Spätmittelalterlicher Burgstall auf einem Hangsporn mit Abschnittsgraben, Ortsteil Holzheim von Leonding.
- (Vermutlich) Römische Quellfassung Hinterbrühl: Quellfassung aus Ziegelmaterial in Hinterbrühl, westlich von Alharting, Gemeinde Leonding.
- Burg Kürnberg: Hoch- oder spätmittelalterliche Burg, nordwestlich des Bauernhauses Schneiderbauer im Ortsteil Rufling der Gemeinde Leonding, fälschlicherweise als „Schloss Seeberg“ bezeichnet.
- Kaiserbründl: Neuzeitliche (1502) Quellfassung im Quellgebiet des Hirschleitengrabens.
- Burg Mühlbach: (Bronzezeitliche bzw.) hochmittelalterliche Erdsubstruktion einer Burg, Abschnittsbefestigung auf Hangsporn mit doppeltem Wallgraben, in Rufling, Gemeinde Leonding.
- Burg Wilhering: Jungsteinzeit, Römerzeit, Hochmittelalterliche Erdsubstruktion einer Burg (Stammsitz der hochfreien Herren Wilhering-Waxenberg) zwischen Gasthaus Donaualm, Bäckerei Wilflingseder, Gemeinde Wilhering.
- Neolithische Werkban‘: Fundstelle der Jungsteinzeit (Fundstelle einplaniert, Granitfindling erhalten), 0,4 km südlich des Gasthauses Donaualm von Wilhering.
- (Vermutlich) Keltischer Ziegelofen: Ziegel-, Back- oder Töpferofen, 0,4 km südlich des Gasthauses Donaualm von Wilhering.
- Römische Militärziegelei bei Fall: Römerzeit (4. Jahrhundert n. Chr.), gelegen bei den Mühlbachbrücke, im Ortsteil Schönering von Wilhering.
- Scharmerhügel: Fundort einer spätbronzezeitlichen bzw. jungeisenzeitlichen Siedlung im Ortsteil Schönering von Wilhering.
- Bründl in Fall: Jungsteinzeitliche und römerzeitliche Siedlung mit Gräbern, Ziegelofen, Steinbruch und Mühlstein, bei Gasthaus Bründl in Fall in der Gemeinde Wilhering.
- Burg Edramsberg: Spätmittelalterlicher Burgstall, einst der Sitz der Edramsberger, im Ortsteil Edramsberg (Schönering), gelegen beim Bauernhof Mittermayr (Edramsberger Straße 40), der Gemeinde Wilhering.
- St. Achatius-Kirchlein (Mittermayrkirche oder Sebastianikapelle): Hoch- und Spätmittelalter, Neuzeit, 1936 abgebrochen, im Ortsteil Edramsberg (Schönering), Bauernhof Mittermayr (Edramsberger Straße 40), der Gemeinde Wilhering.
- Lugmayr in Reit‘: Gebäude aus dem Mittelalter und der frühen Neuzeit (1350–1620), jetzt einplaniert, gelegen beim Bauernhof „Lugmayr in Reith“, Reither Straße 6, von Wilhering.
- Wallanlagen Kirchmayrholz und Lugmayrholz: Wallanlagen (eventuell Spätmittelalter oder Neuzeit) in Winkeln bei Schönering, 0,7–1 km südöstlich der Pfarrkirche Schönering von Wilhering.
- Burgstall im Lugmayrholz: mittelalterliche Hausberganlage mit kegelstumpfförmigem Kernwerk, 0,15 km nördlich des Bauernhofs Lugmayr in Reith, Ortsteil KG Schönering von Wilhering.
- Burgställe bei Schönering (Eiselsberg): mittelalterliche Hausberganlage mit kegelstumpfförmigem Kernwerk, Eiselsberg (0,7 km nordöstlich der Pfarrkirche Schönering), Ortsteil Schönering von Wilhering.
- Hochmayrdiele in der Krift: eventuell Erdsubstruktion einer Burg in der Krift, Thalham bei Schönering, Gemeinde Wilhering.
- Römischer Gutshof (mit Badegebäude): römischer Gutshof (Villa rustica) und Badeanlage (Balneum) in der Krift bei Thalham bei Schönering, Gemeinde Wilhering.

Eine angeblich „hallstattzeitliche Felsritzung“ war in den 1970er Jahren noch nicht vorhanden, muss daher jüngeren Datums sein. Vieles spricht dafür, dass sie in Zusammenhang mit einer studentischen Vereinigung steht.
Nur einige Wege, welche den Kürnberger Wald durchziehen, entsprechen zeitlich früheren Epochen. Die meisten Altwege sind weniger als 100 Jahre alt. Allein für den Altweg, der zum römischen Wachturm führt, wird ein größeres Alter angenommen. Heutzutage sind diese infolge land- und vor allem forstwirtschaftlicher Nutzung sowie der Nutzung zu Erholungszwecken der umliegenden Bevölkerung stark verbreitert, begradigt und mit Schlackeschutt, welcher als Abfallprodukt der Stahlproduktion in der Voest Linz anfällt, haltbar gemacht.

### Minnesänger „Der von Kürenburg“
Der Kürnberg wird als möglicher Herkunftsort des Minnesängers von Kürenberg und einer Adelsfamilie, „von Kürnberg“' genannt, bekannt. Der Herkunftsort des Minnesängers ist nach wie vor umstritten.
Die Behauptung, dass mit den „von Kürnberg“ oder „Kürnberg“ im 12. Jahrhundert angeblich eine Reihe von Bauern aus den umliegenden Gemeinden bezeichnet waren, ist zurückzuweisen. Diese Behauptung ist aus mehreren Gründen nicht haltbar: Ein Konrad von Kürnberg wird bereits 1140 in einer Urkunde des Klosters St. Nikola als Zeuge genannt. 1147 wird dieser Konrad nochmals anlässlich der Übergabe der Kirche von St. Johann am Wimberg unter Ulrich von Wilhering erwähnt. Konrad von Kürnberg gehörte sicherlich bereits dem niederen Ritteradel an, da der Edelfreie Ulrich von Wilhering gewiss keinen Bauern als Zeugen einer Schenkung ins obere Mühlviertel geholt hätte.
Es besteht hingegen am Südhang des Kürnberger Waldes beim Anwesen Schneiderbauer eine mittelalterliche Burgstelle, die nachweislich Burg Kürnberg hieß. Sie dürfte der Stammsitz der Kürnberger gewesen sein und wurde von Konrad von Kapell um 1280 zu einer Burg in Massivbauweise ausgebaut. Am 18. Oktober 1286 wird sie als „Castrum in Churnberg“ urkundlich erwähnt. Von der Burg ist wenig erhalten, da Kaiser Maximilian I. die im Zuge der sog. Liechtensteiner Fehde (1476–1477) gegen Kaiser Friedrich III. abgebrannte Burg vermutlich als Materialdepot für sein Jagdschloss Sachsenburg in Hörsching verwendete.

### Die Jagd am Kürnberg
Ausgehend von dem nahe gelegenen Linzer Schloss fanden ab etwa 1500 kaiserliche Jagden im Kürnberger Wald statt, unter anderem von Kaiser Maximilian I. Beispiele großer Jagden finden sich im Jahr 1686 als Kaiser Leopold I. mit dem Grafen Khevenhüller unter Anwesenheit von mehr als 1000 Personen eine Hirschjagd veranstaltet. Auch unter Kaiser Karl VI. fand hier eine große Treibjagd statt. Diese letzte kaiserliche Jagd wurde 1732 veranstaltet.
Unter Kaiserin Maria Theresia wurden die offiziellen Jagden eingestellt und die Jagdreviere zum Kauf angeboten, um die beanspruchten Hoffinanzen aufzubessern. Seit dem 18. Jahrhundert befindet sich das gesamte Forstgebiet im Besitz des Stiftes Wilhering.